# Ralph 124C 41+
Ralph 124C 41+ este un roman științifico-fantastic al scriitorului american Hugo Gernsback. A apărut în aprilie 1911 într-un foileton format din doisprezece părți în revista sa Modern Electrics. A apărut ca o carte (Ralph 124C 41+: A Romance of the Year 2660 ) în 1925 la editura The Stratford Company.  Romanul a pus bazele mai multor idei care apar în lucrările ulterioare științifico-fantastice, dar a fost criticat pentru „scrisul său inept”.  Titlul propriu-zis al romanului este un joc de cuvinte ( 1 2 4 C 4 1 + ), cu sensul (în engleză) „One to foresee for one another” („Unul care să prevadă pentru un altul”). În introducerea primului volum al revistei Science-Fiction Plus, din martie 1953, Gernsback a solicitat reformarea brevetelor de invenție pentru a acorda autorilor de science fiction dreptul de a crea brevete pentru idei fără a avea modele de brevete deoarece multe dintre ideile lor preced progresul tehnic necesar dezvoltării specificațiilor pentru ideile lor. Introducerea menționează numeroasele tehnologii prescrise descrise în Ralph 124C 41+.

## Prezentare
Protagonistul romanului (Ralph) salvează viața eroinei direcționând energia de la distanță într-o avalanșă care se apropie. În timp ce romanul continuă, el descrie minunile tehnologice ale lumii moderne, folosind frecvent expresia „După cum știți ...” În cele din urmă, eroul o salvează pe eroină călătorind în spațiul cosmic ca să o salveze din ghearele ticălosului.